# Pseudocyphellaria glabra
Pseudocyphellaria glabra är en lavart som först beskrevs av Hook. f. & Taylor, och fick sitt nu gällande namn av C. W. Dodge. Pseudocyphellaria glabra ingår i släktet Pseudocyphellaria och familjen Lobariaceae.   Inga underarter finns listade i Catalogue of Life.